# Slaguggla
Slaguggla (Strix uralensis) är en medelstor nattaktiv uggla av släktet Strix, med ett 15-tal underarter i Europa och norra Asien. Beståndet globalt anses vara livskraftigt, men bedöms vara nära hotad i Sverige.

## Kännetecken

### Utseende
Slagugglan påminner till formen om en större variant av kattuggla. Den är 50–59 cm lång och har ett vingspann på 103–124 cm. Den vuxna honan väger 950–1150 gram, medan hanen som är mindre väger 600–850 gram. Slagugglan är ljust gråbrunbeige, det vill säga ljusare än kattugglan. Den har ett runt huvud med en ganska platt ansiktsrundel. Den har små svarta ögon och orangegul näbb. Stjärten är kilformad och övre delen är jämnt tvärbandad. Kroppsundersidan är vitaktig med smala, bruna längsgående fläckar. Dess vingar är rundade och dess flykt är direkt och målmedveten. Könen är lika. 

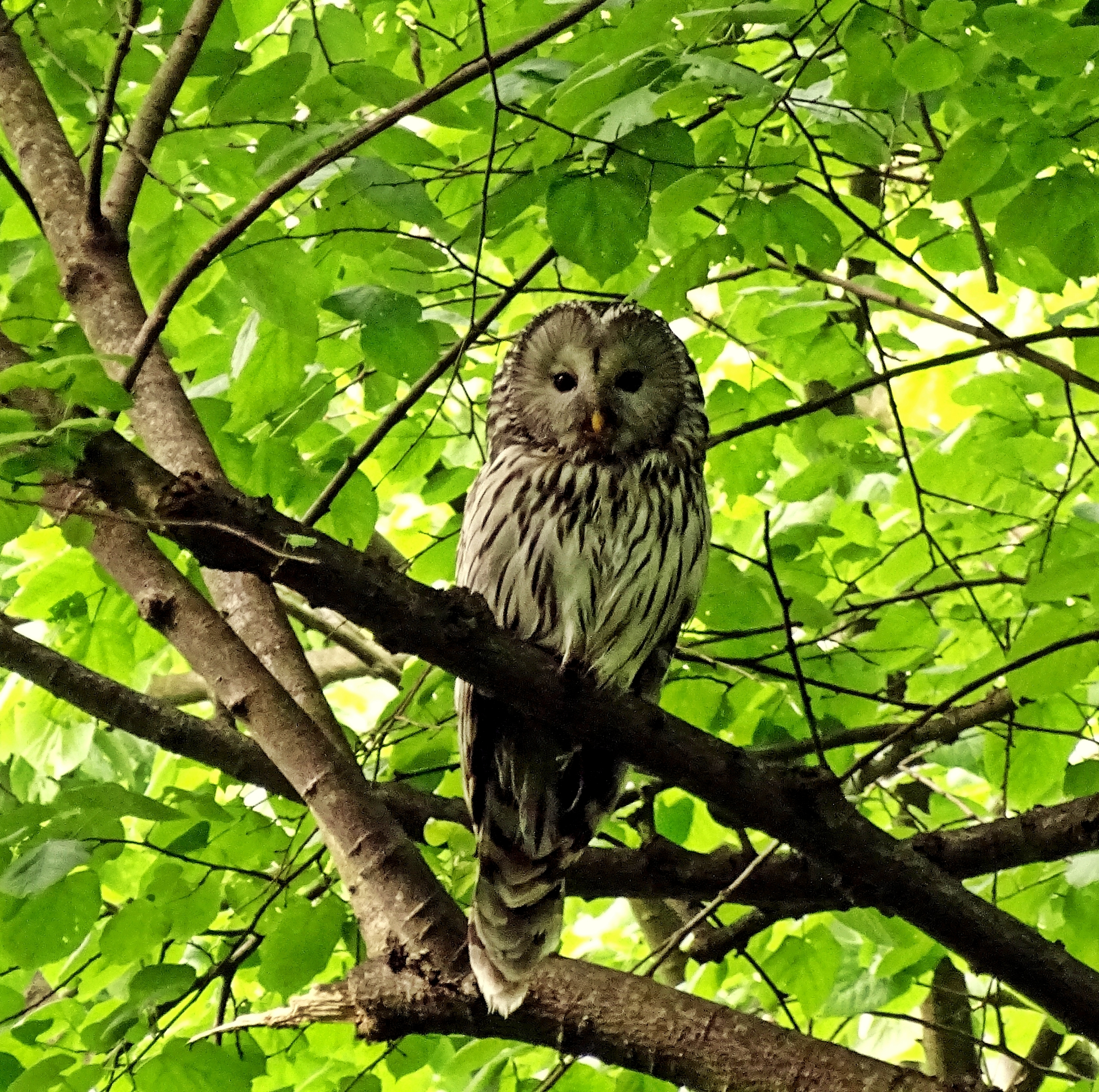
Vuxen slaguggla, Serbien.

Underarten davidi, tidigare urskild som egna arten "sichuanuggla", skiljer sig genom att vara mindre rostfärgad än slagugglans närmaste underart samt har annorlunda teckning på stjärten.

### Läte
Både dess lockläte och varningsläte har en skorrande hundskallsliknande nasal karaktär. Hanens sång består av ett sjustavigt rytmiskt djupt hoande. Först två stavelser följda av fyra sekunders tystnad, följt av två liknande stavelser omedelbart följt av tre till: "vo-hå... voho åvo-ho". Hanen har även en alternativsång med sex till åtta dova hoande ljud som stiger successivt i volym, tonhöjd och tempo, dock avtagande precis på slutet.

## Utbredning och systematik
Slagugglan är en stannfågel med en stor utbredning i Europa och norra Asien, från Sachalin, Japan och Korea i öster till Skandinavien i väst. Den norra utbredningsgränsen går vid ungefär 65 grader nordlig latitud, och den sydliga gränsen följer ungefär taigans sydliga utbredningsområde. Det finns reliktpopulationer i bergsområden i Centraleuropa.
Slagugglan delas vanligen in i nio underarter med följande utbredning:
- nordeuropeisk slaguggla[4] Strix uralensis liturata – norra Europa till nordvästra Ryssland, norra Polen, Vitryssland och mellersta Volga-området
- Strix uralensis uralensis – östra europeiska Ryssland till Ochotska havet
- Strix uralensis macroura – Karpaterna till Bulgarien och västra Balkan
- Strix uralensis yenisseensis – centralsibiriska platån
- Strix uralensis nikolskii – Transbajkal till Sachalin, nordöstra Kina och Korea
- Strix uralensis japonica – Hokkaido
- Strix uralensis hondoensis – norra och centrala Honshu
- Strix uralensis fuscescens – södra Honshu och Kyushu
- Strix uralensis davidi – bergstrakter i centrala Kina (sydöstra Qinghai och Sichuan)

Andra urskiljer även underarterna momiyamae (centrala Honshu i Japan) och daurica (sydcentrala Sibirien och nordöstra Mongoliet till västra och norra Amurland i sydöstra Sibirien samt västra och norra Manchuriet i Kina).
Den isolerade underarten davidi kategoriserades tidigare ofta som egen art, baserat på markant mörkare och skarpare definierad fjäderdräkt samt lätesskillnader.

### Förekomst i Sverige
I Sverige finns slagugglan från norra Västmanland till Lule lappmark. Sin tätaste förekomst har den från Uppland till Medelpad. Norr om Polcirkeln är den mycket sällsynt och häckningar har inte rapporterats under senare tid.

## Ekologi

### Biotop
Den norra populationen förekommer på tajga med grovstammiga träd och myrar, ofta i närheten av hyggen eller öppet vatten. Den förekommer också i kanten där skogen möter jordbruksbygd och undviker tät skog, speciellt barrskogar. Den lilla populationen som återfinns i södra Europa häckar i bokskogar och bergsskogar och föredrar fuktigare marker.

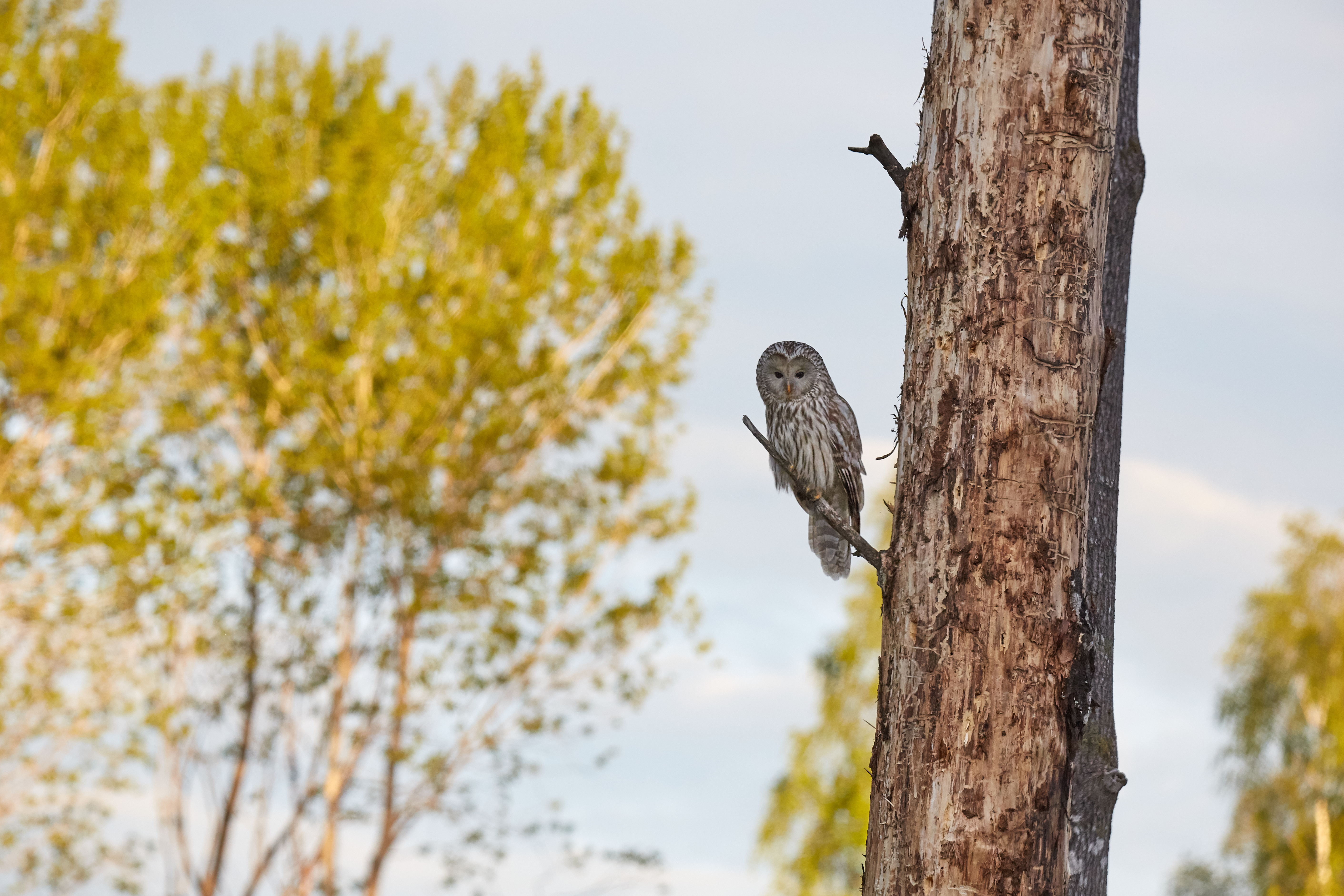

### Häckning
Slagugglan häckar normalt i grova höga stubbar eller sällsynt i övergivna rovfågelbon men idag oftast i specialgjorda holkar. Slagugglan som ibland brukar beskrivas som en fågel med en bedrägligt mild uppsyn, är mycket aggressiv när dess ungar lämnar boet och kan attackera närgångna människor. Det är honan som försvarar reviret och är aggressiv medan hanen skaffar föda åt familjen. En finsk studie visade att de är som mest aggressiva efter att sorkpopulationen har kraschat och är på väg att återhämta sig, när den har många ägg eller ungar i boet eller när den har påbörjat sin häckning tidigt på säsongen. Samma studie visade också på att det råder stora individuella skillnader på aggressivitetsnivå, och förmåga att justera sitt aggressiva beteende efter situation, men att de honor som uppträder mest aggressivt är de som lyckas föda upp flest ungar.

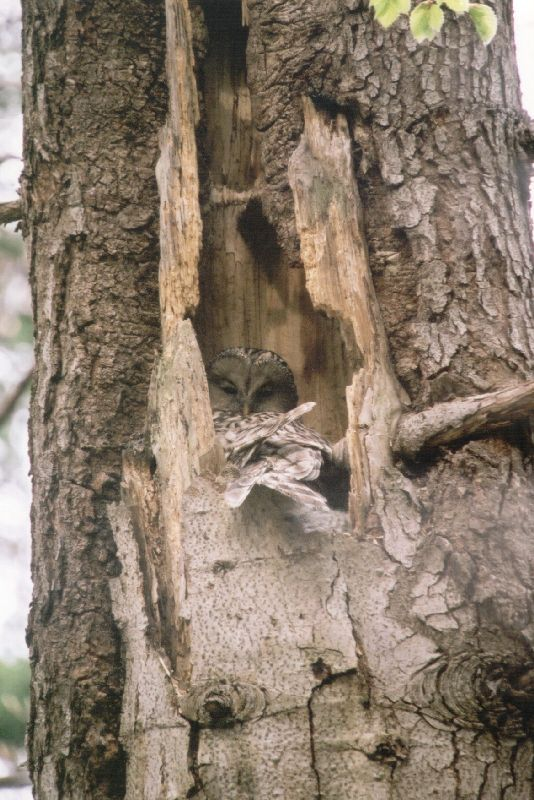
Slaguggla på bo.

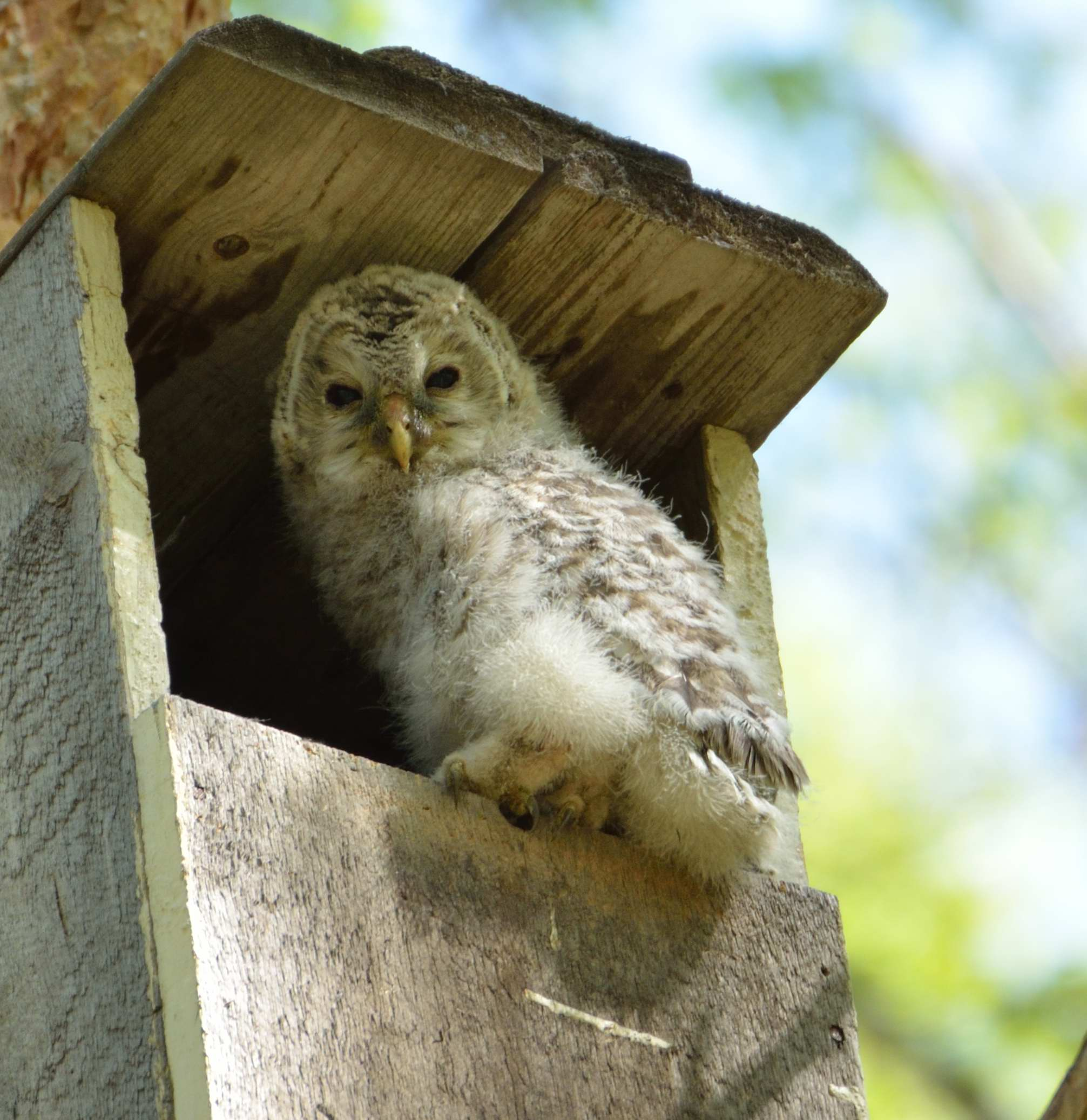
Slaguggleunge vid holk nära Novosibirsk i Ryssland.

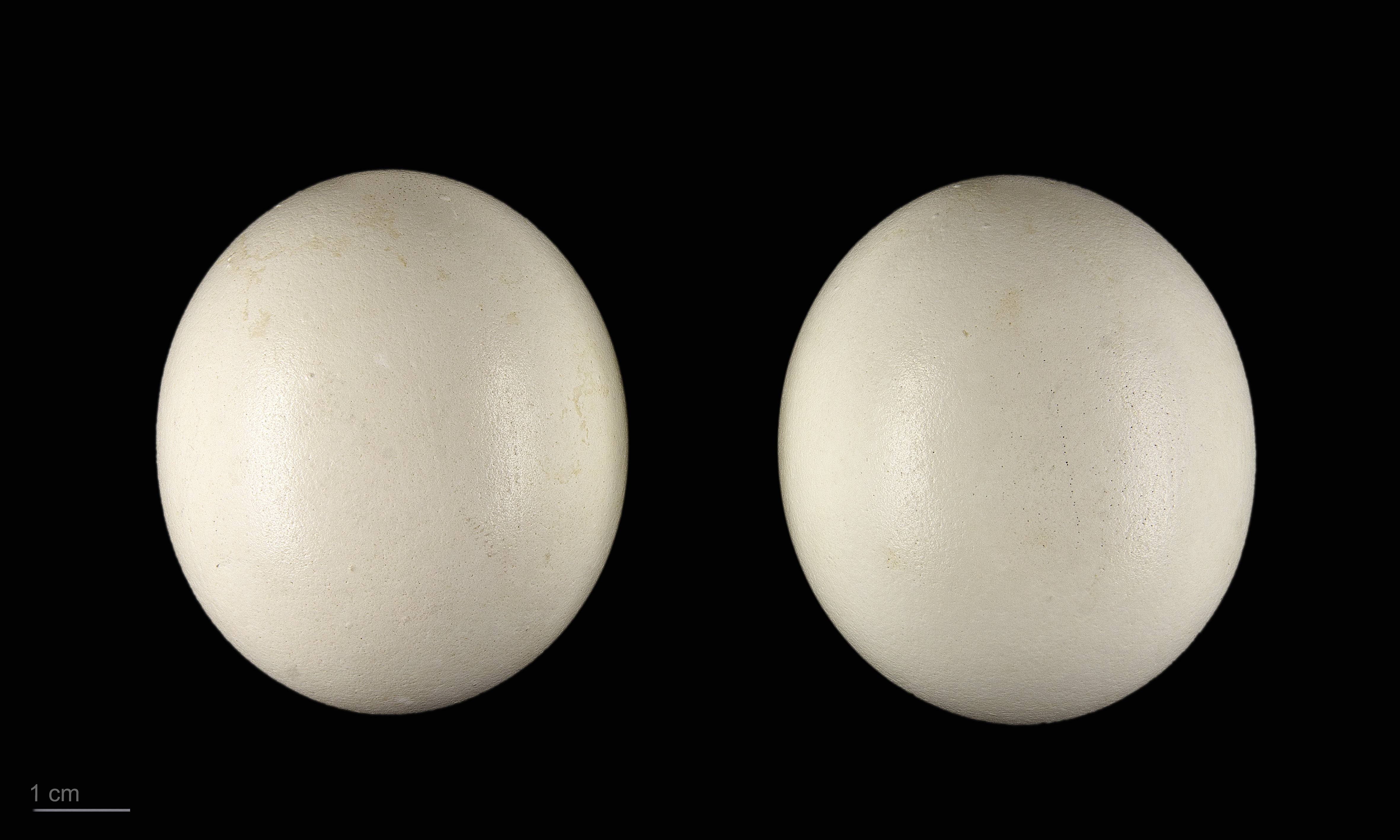
Ägg från slaguggla av nominatformen.

### Föda
Slagugglan äter främst smågnagare, groddjur och insekter men även fåglar och till och med andra ugglor.

## Slagugglan och människan

### Hot och status
Slagugglan har ett mycket stort globalt utbredningsområde och bara i Europa uppskattas populationen uppgå till 50 000–143 000 par. Eftersom Europa tros utgöra ungefär 25 % av utbredningsområdet kan världspopulationen mycket preliminärt uppskattas till mellan 350 000 och 1,2 miljoner vuxna individer. Beståndet globalt tros vara stabilt, delvis på grund av numera stor tillgång till holkar som ersättning för döda träd som försvunnit på grund av det moderna skogsbruket. På grund av detta kategoriseras den som livskraftig av IUCN. I Europa tros den öka i antal.

### Status i Sverige
I stora delar av Norrland är slagugglebeståndet rätt okänt, medan den är mer klarlagd i sydöstra delen av utbredningsområdet. Populationen i Hälsingland–Gästrikland–Uppland består troligen av minst 1 000 par. Från Västmanland, Värmland och Dalsland rapportera den årligen i lågt antal, i Västerbotten tros det finnas 200–400 par, i Norrbotten cirka 60, i Pite lappmark cirka fem och i Lule lappmark cirka tio par. Under 1984–85 häckade ett par i Östergötland och 1988 ett par i Västergötland. Sammanlagt kan det svenska beståndet därför grovt uppskattas till 2 000–4 000 par.
I Mellansverige (och även i södra Finland) tycktes den tidigare den ha ökat i antal, troligen till följd av uppsättning av holkar. Det moderna skogsbruket med hyggen i kombination med nedläggning av jordbruksmark tros gynna slagugglan. Nya data pekar dock på motsatsen att den minskat något på senare tid, varför den sedan 2020 listas som nära hotad i Artdatabankens rödlista.

### Namn
Slagugglan har fått sitt svenska namn efter sitt aggressiva försvar mot inkräktare i reviret. Dess vetenskapliga artnamn uralensis syftar på Uralbergen.

### I kulturen
Slagugglan är Hälsinglands landskapsfågel.